# Münster-Kreuzviertel

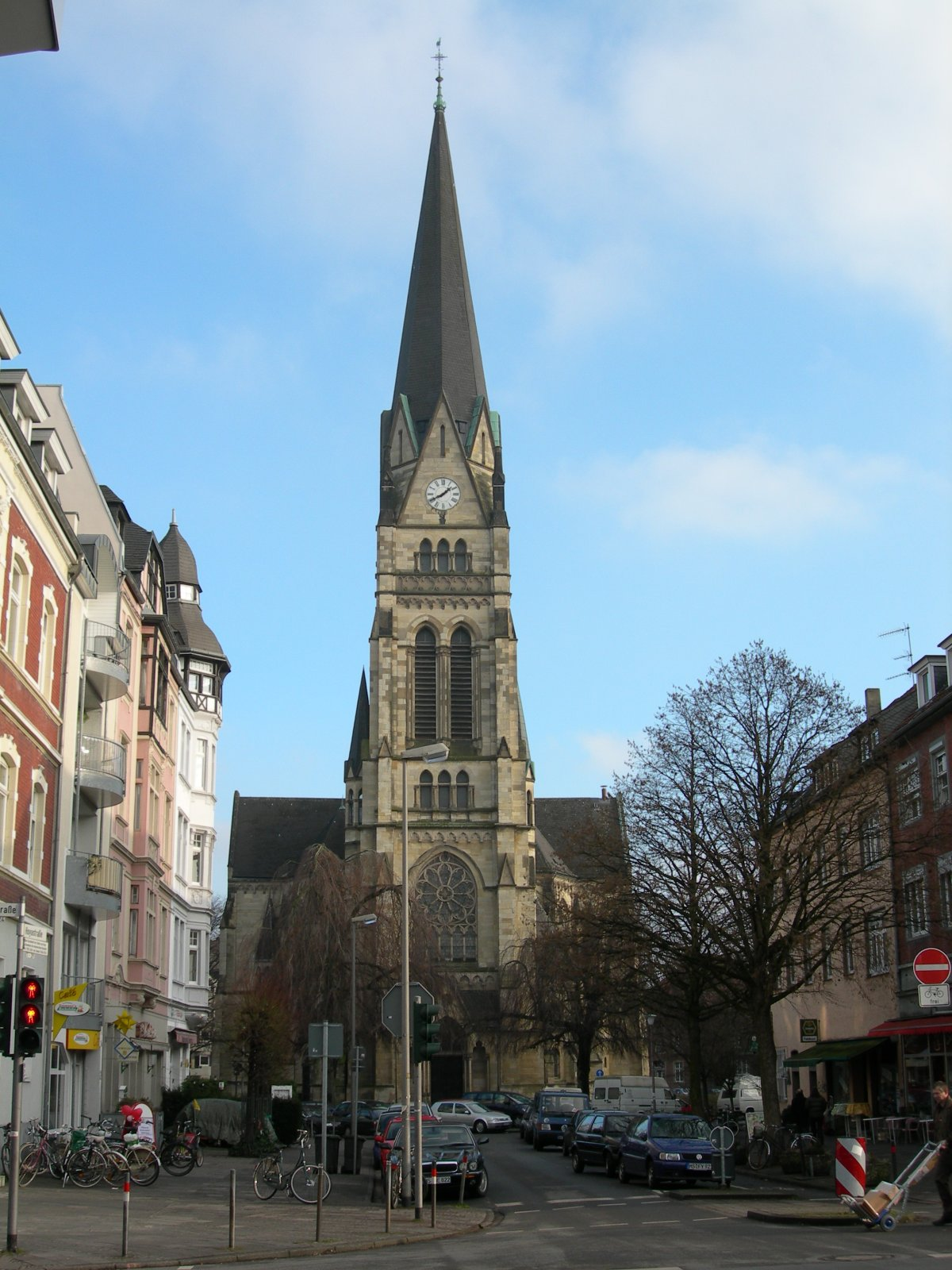
Heilig-Kreuz-Kirche im Zentrum des Kreuzviertels

Das Kreuzviertel ist ein Stadtviertel der kreisfreien Stadt Münster in Westfalen. Das Kreuzviertel erstreckt sich über einen Teil des Gebietes der früheren Bauerschaft Uppenberg am nördlichen Rand des Stadtzentrums hauptsächlich um die Heilig-Kreuz-Kirche und gehört zum Stadtbezirk Mitte. Die Grenzen des Kreuzviertels liegen offiziell zwischen der Kanalstraße im Osten, Cherusker- beziehungsweise Friesenring im Norden, Grevener Straße/Neutor im Westen und der Promenade im Süden. Oft wird jedoch die östliche Grenze erst an der Aa bzw. der Gartenstraße gesehen.

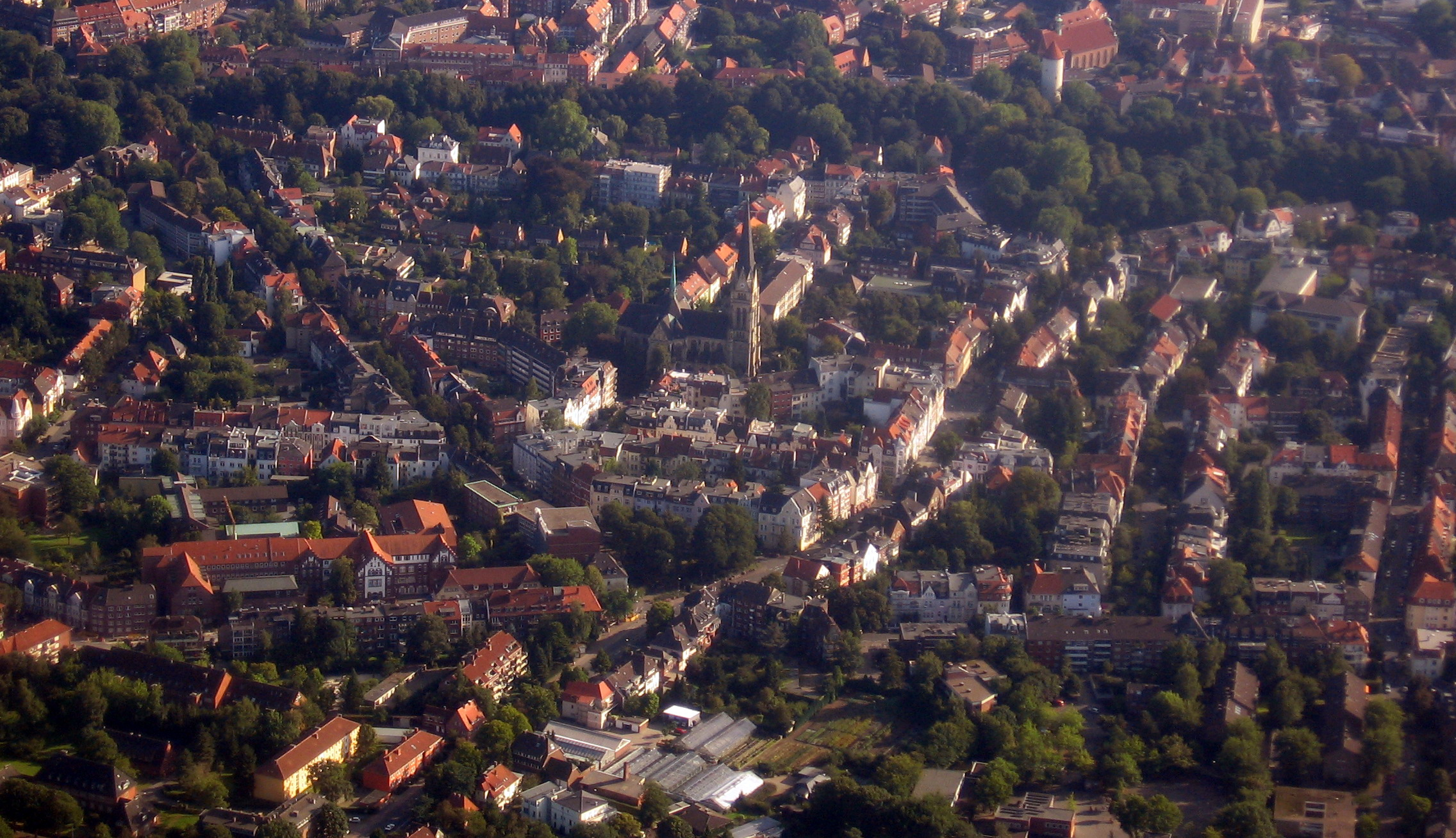
Luftbild eines Teils des Kreuzviertels von Norden aus südlich gesehen mit der Heilig-Kreuz-Kirche in der Mitte und der Promenade im Hintergrund

Im Kreuzviertel gelten die Postleitzahlen 48149 (Westen/Süden) und 48147 (Norden/Osten).

## Architektur
Das Kreuzviertel ist gekennzeichnet durch eine dichte, geschlossene Bebauung. Mehr als alle anderen Stadtviertel Münsters wird es von Altbauten aus der Jahrhundertwende des 19./20. Jahrhunderts geprägt. Diese besitzen typischerweise zwei Obergeschosse und ein Dachgeschoss. Im Zweiten Weltkrieg wurde das Kreuzviertel weniger stark getroffen als die zu 91 % zerstörte Innenstadt Münsters, aber ebenfalls zu etwa 40 bis 60 % zerstört. Noch heute lässt sich in einigen Straßenzügen gut erkennen, wo die Bomben fielen, da sich die architektonisch stark unterschiedlichen Vor- und Nachkriegsbauten teilweise unmittelbar abwechseln. Nur in Ausnahmefällen wurde versucht, die nach dem Krieg gebauten Häuser stilistisch an die Bauten aus der Jahrhundertwende anzupassen. Viele der oft aufwändig verzierten Häuser aus der Kaiserzeit haben die Luftangriffe des Zweiten Weltkrieges jedoch überstanden. Beispiele für die typische Kreuzviertel-Architektur finden sich in beinahe jeder Straße.
Vorgärten findet man im Kreuzviertel mit seltenen Ausnahmen wie dem Vorgarten der Stierlinstraße 10 meist keine oder nur sehr kleine. Durch die enge Bebauung ist in der Regel auch auf der rückwärtigen Seite der Häuser nur wenig Platz für Gärten.

## Gebäude und Parks

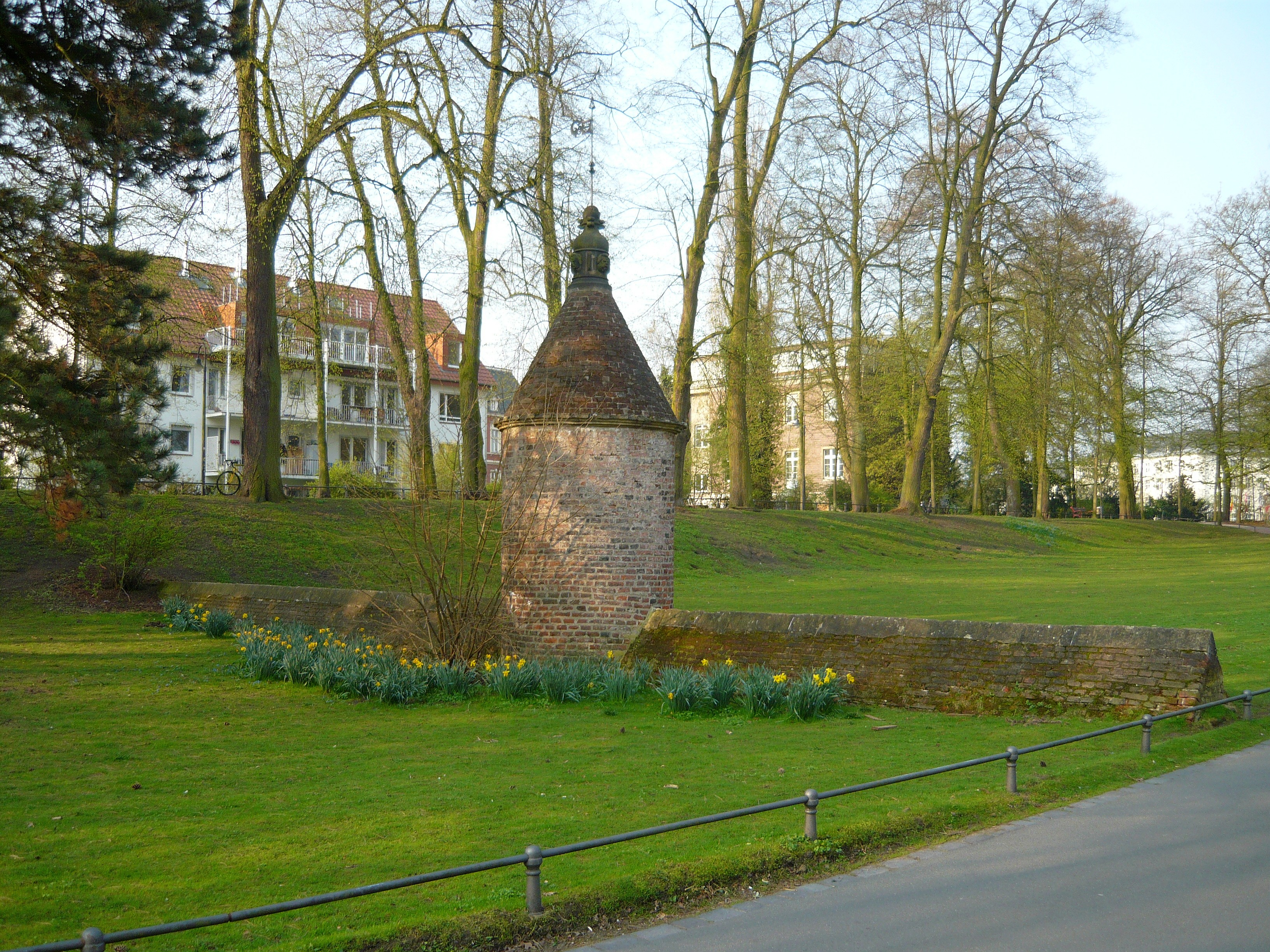
Wasserbär an der Kleimannstraße

Im Kreuzviertel befinden sich unter anderem:
- Alte Eichendorffschule mit Ateliergemeinschaft Schulstraße
- Heilig-Kreuz-Kirche (katholisch)
- Institut für Ethnologie der Universität Münster
- Johannisstift (evang. Krankenhaus)
- Kreuzschule (Grundschule)
- Luftschutzbunker an der Lazarettstraße. Dieser Bunker mit Türmen und Wassergraben erinnert optisch an eine mittelalterliche Burg und wurde in diesem Stil gebaut, um ihn aus der Luft als historisches Gebäude zu tarnen.[2]
- Martin-Luther-Grundschule
- Martin-Niemöller-Park
- Realschule im Kreuzviertel
- Schillergymnasium
- Schloßtheater (Programmkino)
- Walter-Stempell-Haus

Weiterhin befinden sich am Südrand des Kreuzviertels mit dem Buddenturm der einzige noch erhaltene Wehrturm der mittelalterlichen Stadtbefestigung Münsters sowie an der Kleimannstraße einer von zwei noch erhaltenen Wasserbären der Stadt. Des Weiteren befindet sich im äußersten Südwesten des Kreuzviertels ein Kasernengelände des 1. Deutsch-Niederländischen Korps.

## Plätze
Von Westen nach Osten sind im Kreuzviertel folgende Plätze erwähnenswert:
- Kanonierplatz: Hier befindet sich mit dem Programmkino „Schloßtheater“ das einzige Kino Münsters nördlich der Innenstadt sowie ein Kiosk
- Studtplatz: Der unweit des Neutors gelegene Platz ist von Rosen umrandet.
- Nordplatz: Dieser Platz liegt am Kreuzungspunkt der am stärksten befahrenen Straßen des Viertels
- Coerdeplatz: Am südöstlichen Rand des Kreuzviertels an der Promenade gelegen, ist der Coerdeplatz mit mehreren, größeren Wiesenflächen im Sommer ein beliebter Ort zum Sonnenbaden, Grillen und Spielen

## Wohnen

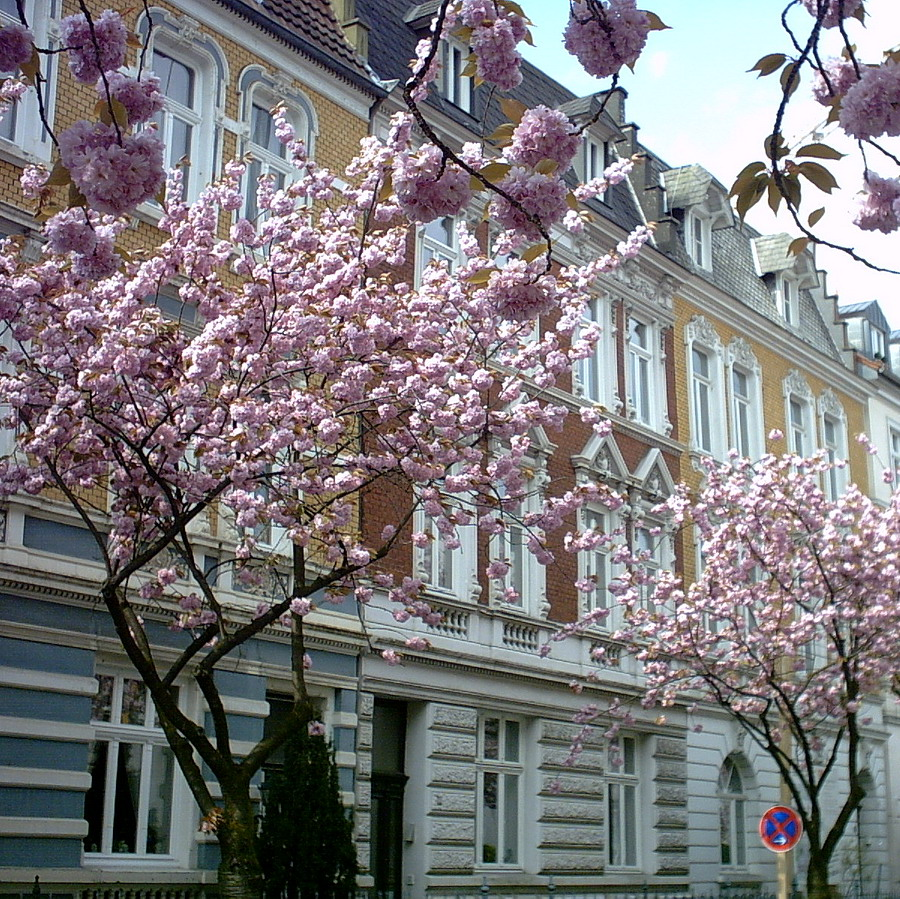
Kirschblüte und für das Kreuzviertel typische Häuser in der Schulstraße

Unweit vom beziehungsweise unmittelbar am Kreuzviertel befinden sich auch die Naherholungsgebiete Wienburgpark und Promenade. Dennoch ist das Kreuzviertel mit wenigen Ausnahmen ein sehr ruhiges Viertel.
Dies hat zur Folge, dass die Mieten gemeinsam mit dem Viertel Aaseestadt die höchsten Münsters außerhalb der Innenstadt sind. So wird für die meisten Straßen des Kreuzviertels von einer um 16 % höheren Miete im Vergleich zum Durchschnitt Münsters ausgegangen. Das Kreuzviertel gilt als eine der begehrtesten Wohnlagen in Münster, was der ehemalige Oberbürgermeister Berthold Tillmann in dem Ausspruch zusammenfasste: „Es gibt zwei Sorten von Menschen in Münster: die einen leben im Kreuzviertel, die andern wollen hier leben.“ Im Kreuzviertel befinden sich mehrere Kindertagesstätten und mehrere Spielplätze. Supermärkte, Einkaufs- und Ausgehmöglichkeiten, Restaurants und Imbisse gibt es im Kreuzviertel selbst wenig und häufiger an dessen Rand (zum Beispiel im York-Center und im Kuhviertel). 
Zwei Drittel der Haushalte bestehen aus nur einer Person, lediglich 6 % der Haushalte aus vier oder mehr Personen. Die durchschnittliche Haushaltsgröße liegt somit bei 1,5 (in Münster insgesamt 1,9). Trotz dieses sozialen Wandels ist das Kreuzviertel immer eine Wohngegend vor allem für Bewohner mit höheren Bildungsabschlüssen geblieben, was als ein Grund für ein weitgehend konfliktfreies Mit- bzw. Nebeneinander-Leben angeführt wird.
Die Zufriedenheit mit der eigenen Wohnumgebung ist im Kreuzviertel noch etwas höher als sie im Durchschnitt von Münster ohnehin schon ist (88 % zufrieden oder sehr zufrieden; in Münster insgesamt 85 %). Besonders zur Zufriedenheit beitragende Kriterien waren einer Befragung des Instituts für Geographie Münster im Jahr 2006 zufolge Atmosphäre und Attraktivität des Viertels, Gestaltung und Zustand von Gebäuden im Straßenbild, Sauberkeit und Ordnung sowie Einkaufsmöglichkeiten für den täglichen Bedarf. Bemängelt wurden hingegen vor allem die Versorgung mit Parkplätzen, von einem Teil der Bewohner auch die Versorgung mit Wohnungen und Freizeitmöglichkeiten für Jugendliche.

## Geschichte
Das  (evangelische) Diakonissenmutterhaus entstand 1924 in der Amtszeit seines 1. Vorsitzenden Wilhelm Zoellner in der Wichernstraße. 1914 war das Diakonissenhaus in Münster gegründet worden. Vorher war in Münster auf seine Initiative ein Diakonissenhaus für das Ausland in Münster gegründet worden, das bald nach Wittenberg verlegt wurde. 
Das Kreuzviertel gilt als typisches Beispiel für Gentrifizierung. In den 1970er-Jahren war es ein stark studentisch geprägtes Wohnquartier, da viele Altbauten noch unsaniert waren und sich für preisgünstige „Studentenbuden“ und Wohngemeinschaften anboten. Familien mit Kindern zogen hingegen während der 1970er- und 80er-Jahre vielfach ins suburbane Umland, was mit der problematischen Verkehrs- und Stellplatzsituation sowie dem Mangel an Grün- und Freiflächen zum Spielen zu begründen ist. Die Einwohnerzahl sank insgesamt, der Anteil der Studenten stieg hingegen bis 1985 auf ein Fünftel. 1977 wurde das Kreuzviertel in das Stadterneuerungsprojekt „Innenstadtprogramm zur Verbesserung der  Wohnqualität“ aufgenommen. Durch Sanierung wurde das Erscheinungsbild des Viertels sichtbar aufgewertet. Das Ziel, erschwinglichen Wohnraum für Familien zu erhalten bzw. zu schaffen, wurde jedoch kaum erreicht. Der Anteil der Kinder und Jugendlichen ist mit 11 % (Stand 2005) immer noch merklich unter dem Stadtdurchschnitt; der Anteil der Studenten ist dagegen stark zurückgegangen (2005: ca. 10 %), vor allem zugunsten von Singles und kinderlosen Paaren mit hohem Einkommen. 
Bei der Kommunalwahl 2020 erzielten die Grünen mit 41,1 Prozent ihr bestes Ergebnis in Münster im Kreuzviertel.

## Verkehr
Die Hauptverkehrsader des Kreuzviertels in Nord-Süd-Richtung ist die Nordstraße, die im Süden den Namen Am Kreuztor trägt und im Norden Wienburgstraße heißt. In Ost-West-Richtung ist die Melchersstraße zu nennen. Diese Straßen sind die einzigen Straßen im Kreuzviertel mit Anschluss an den städtischen ÖPNV der Stadtwerke Münster. Die Benutzung weiterer Buslinien ist an den Haltestellen der großen Straßen, die das Kreuzviertel umgeben, möglich.
Problematisch ist die Verkehrssituation für den motorisierten Individualverkehr. Viele Straßen sind Einbahnstraßen und zudem durch die Parkplatznot im Viertel auf beiden Seiten häufig eng beparkt. Auf der Maximilianstraße und deren Verlängerungen Hoya-, Studt- und Lazarettstraße ist es möglich, das Kreuzviertel von Osten nach Westen zu durchfahren. In Gegenrichtung ist dieses auf der Melchersstraße und den Verlängerungen Wichern- und Kerßenbrockstraße möglich.
Radfahrer haben, wie in Münster allgemein üblich, weniger Probleme im Straßenverkehr. Traditionell führt der Münster-Marathon auch durch das Kreuzviertel.